# Хартман фон Хельдрунген
Хартман фон Хельдрунген (нем. Hartmann von Heldrungen умер 19 августа 1282 года) — одиннадцатый великий магистр Тевтонского ордена (1273—1282).

## Биография
Хартман был имперским рыцарем и присоединился вместе со своим братом, Германом фон Хельдрунгеном и ставшим позднее Великим магистром Конрадом Тюрингским ориентировочно между 1234 и 1237 годом. В 1238 году Хартман становится комтуром баллея Саксония. В 1237 году он принимал участие в торжествах по случаю соединения Тевтонского и Ливонского орденов. Он пользовался доверием Великого магистра и быстро поднимался в иерархии Ордена. С 1261 по 1263 год (по другим данным - по 1266 год) находился в должности Великого комтура Тевтонского ордена. Летом 1273 года избран Великим магистром Тевтонского ордена. За время правления присоединил некоторые территории в Империи и Померании.